# جوآن گرینوود
جوآن گرینوود (انگلیسی: Joan Greenwood؛ ۴ مارس ۱۹۲۱ – ۲۸ فوریهٔ ۱۹۸۷) یک هنرپیشه اهل بریتانیا بود.
از فیلم‌هایی که وی در آن نقش داشته است می‌توان به جزیره اسرارآمیز، تام جونز، داستان همسران جوان، اهمیت جدی بودن، دوریت کوچک، محله لاتین، سگ باسکرویل و بچه‌های آب اشاره کرد.